# 9. Unterseebootsflottille
La 9. Unterseebootsflottille était la 9e flottille de sous-marins allemands de la Kriegsmarine pendant la Seconde Guerre mondiale.
Formée à Brest en octobre 1941 comme flottille de combat (Frontflottille), elle est placée sous le commandement du Kapitänleutnant Jürgen Oesten.
Elle est devenue opérationnelle en avril 1942, lorsque le premier U-Boot, l'U-213 a atteint la base sous-marine de Brest le 20 mars 1942.
La flottille a utilisé essentiellement des U-Boote de type VII et a concentré ses missions dans l'Atlantique Nord, contre les convois à destination et en provenance de Grande-Bretagne.
La flottille de Brest a servi jusqu'à ce que la base soit menacée d'être capturée par les forces américaines. Le dernier des U-Boote de la flottille à quitter Brest est l'U-256 le 4 septembre 1944 pour Bergen, en Norvège qu'il atteint le 17 octobre 1944, ce qui marque la fin de la 9e Flottille. Tous les U-Boote encore en état sont réaffectés à la 11. Unterseebootsflottille à Bergen.
Le symbole de la 9e Flottille, Der lachende Schwertfisch ou espadon rieur est devenu l'emblème de l'unité après que le korvettenkapitän Heinrich Lehmann-Willenbrock en a pris le commandement. Ce symbole ornait le kiosque de son précédent U-Boot : l'U-96.

## Affectations
- Octobre 1941 à septembre 1944 : Brest.

## Commandement
| Nom                          | Grade            | Début        | Fin            |
| Jürgen Oesten                | Kapitänleutnant  | Octobre 1941 | Février 1942   |
| Heinrich Lehmann-Willenbrock | Korvettenkapitän | Mai 1942     | Septembre 1944 |

## Unités
La flottille a reçu 84 unités durant son service, comprenant des U-Boote de type VII C, C/41 et D.
Unités de la 9. Unterseebootsflottille:
- U-89
- U-90, U-91, U-92
- U-210, U-211, U-213, U-214, U-215, U-216, U-217, U-218, U-230, U-232, U-240, U-244, U-248, U-254, U-256, U-273, U-279, U-282, U-283, U-284, U-293, U-296
- U-302, U-309, U-317, U-347, U-348, U-365, U-377, U-383, U-388, U-389
- U-403, U-407, U-408, U-409, U-412, U-421, U-425, U-438, U-443, U-447, U-450, U-473, U-480, U-482
- U-591, U-595
- U-604, U-605, U-606, U-621, U-631, U-633, U-634, U-638, U-659, U-660, U-663, U-664
- U-709, U-715, U-739, U-744, U-755, U-759, U-761, U-762, U-764, U-771, U-772
- U-951, U-954, U-955, U-966, U-979, U-984, U-989, U-997
- U-1165